# Zagon wojska

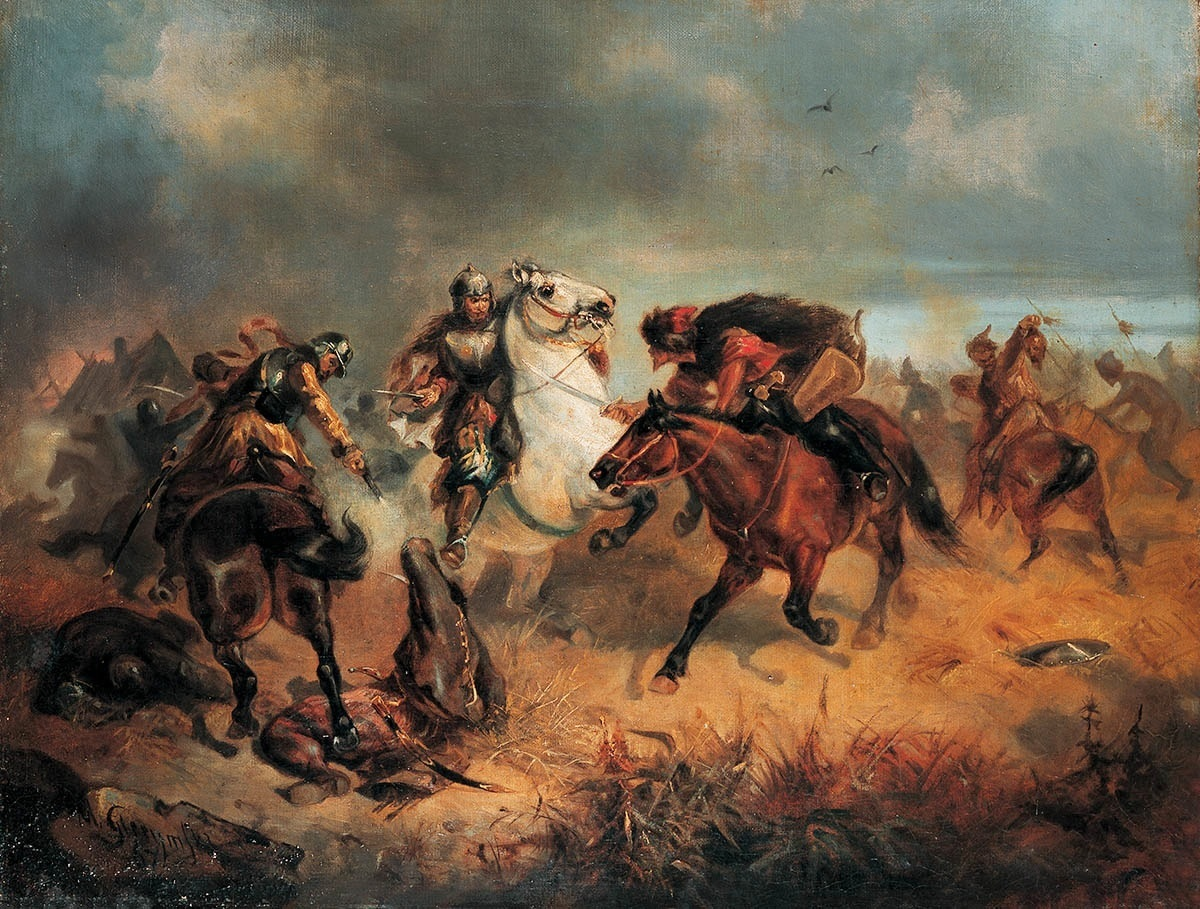
Potyczka z Tatarami (mal. M. Gierymski, 1867)

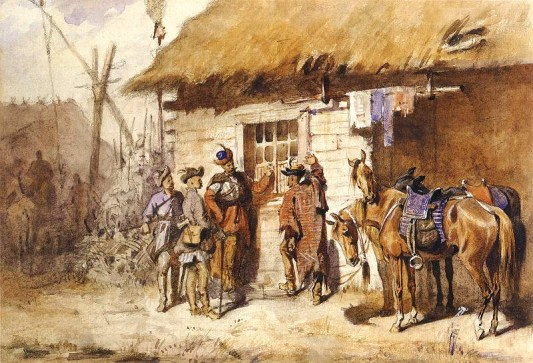
Lisowczycy przed gospodą (mal. Józef Brandt)

 Zagon wojska – pojęcie historyczne oznaczające sposób walki jazdy, najczęściej tatarskiej, działającej w głębi terytorium przeciwnika. 
Nazywano tak wypad w głąb obcego terytorium w celu zagarnięcia zdobyczy, wzięcia jasyru lub zdezorganizowania obrony i odwrócenia uwagi od działań własnych sił głównych. Pojęcie to często występuje w kontekście sposobów walk prowadzonych przez lisowczyków. Terminem „zagon“ określano również oddział prowadzący działania tego rodzaju.
W I Rzeczypospolitej taktykę tę stosowano dość często, np. jako wielki zagon nad Wołgę poprowadzony przez księcia Krzysztofa Radziwiłła „Pioruna” w roku 1581, wyprawy Stefana Czarnieckiego i Jerzego Lubomirskiego do Wielkopolski przeciwko Szwedom czy też Wincentego Gosiewskiego do Prus Książęcych podczas „potopu szwedzkiego”, bądź wypady Jana Sobieskiego w latach 1671–1672 przeciw Tatarom.
Działania zagonów można porównać do prowadzonych w czasach najnowszych działań rajdowych na tyłach przeciwnika. Taką operacją był zwycięski zagon kawaleryjski 1 i 2 Dywizji Kawalerii Wojska Polskiego pod dowództwem płk. Juliusza Rómmla w październiku 1920 roku na Korosteń, gdzie stacjonowała XVII Brygada Strzelców Armii Czerwonej.